# Condiția Fields
Condiția Fields sau boala Fields este o afecțiune neuromusculară extrem de rară, considerată una dintre cele mai rare boli medicale din lume. Aceasta a fost denumită după gemenele identice din Țara Galilor, Catherine și Kirstie Fields, două dintre doar cele trei persoane cunoscute ca fiind afectate.

## Simptome
Boala are o evoluție progresivă, fiind observată prima dată când gemenele Fields aveau în jur de patru ani. Până la vârsta de nouă ani, acestea aveau dificultăți la mers și necesitau cadre de susținere. Deteriorarea musculară a continuat în timp, iar nervii gemenelor au fost afectați, provocând mișcări musculare involuntare, cum ar fi tremurul mâinilor. Ele suferă de spasme musculare persistente și dureroase, agravate în situații de stres. În prezent, gemenele folosesc scaune cu rotile pentru mobilitate și dispozitive electronice pentru comunicare, întrucât nu pot vorbi fără ajutor. Până acum, nu s-a identificat un tratament sau remediu pentru boală.
Etiologia bolii rămâne necunoscută. Condiția nu pare să afecteze funcțiile cognitive sau personalitatea gemenelor. Medicii nu pot determina dacă boala este fatală sau care ar fi speranța de viață a celor afectați. Dacă boala este de natură genetică, există riscul ca gemenele să o transmită copiilor lor.